# Кенія на зимових Олімпійських іграх 2006
Кенія на зимових Олімпійських іграх 2006, що проходили у Турині (Італія), була представлена 1 спортсменом в 1 виді спорту (лижні перегони).
Кенія втретє взяла участь у зимових Олімпійських іграх. Жодних медалей країна не здобула.

## Спортсмени
| Вид спорту     | Чоловіки | Жінки | Всього |
| -------------- | -------- | ----- | ------ |
| Лижні перегони | 1        | 0     | 1      |
| Усього         | 1        | 0     | 1      |

## Лижні перегони
| Спортсмени | Дисципліна                       | Фінал   | Фінал |
| Спортсмени | Дисципліна                       | Разом   | Місце |
| ---------- | -------------------------------- | ------- | ----- |
| Філіп Бойт | 15 км класичним стилем, чоловіки | 53:32.4 | 91    |